# Tricentrus hyalinipennis
Tricentrus hyalinipennis är en insektsart som beskrevs av Kato 1928. Tricentrus hyalinipennis ingår i släktet Tricentrus och familjen hornstritar. Inga underarter finns listade i Catalogue of Life.